# 诺福克 (康涅狄格州)
诺福克（英語：Norfolk，當地 /ˈnɔːrfɔːrk/）是美国康涅狄格州利奇菲爾德縣的一个城镇，在2010年人口普查中人口有1,787人。